# Cees & Marjan
Cees & Marjan was een Nederlands zangduo dat bestond van 1973 tot 1977. Het is vooral bekend van de hit Hoe lang zou 't duren uit 1976. Het duo bestond uit Cees de Wit en Marjan Kampen.

## Biografie
De Helmondse zangeres Marjan Kampen nam in 1968 als tiener deel aan het KRO-programma Springplank en nam vervolgens onder leiding van Gert Timmerman enkele singles op. In 1971 vormde ze op aanraden van Johnny Hoes met Theo Diepenbrock het duo Theo & Marjan. Na twee grote hits, Hé schat, weet je dat? en Hela, kom met me mee ja, beide geschreven door Telstar-producer en engineer Fred Limpens, begon Theo aan een solocarrière. Hetzelfde jaar nog vormde Marjan een nieuw duo "Cees & Marjan", met Cees de Wit, die op dat moment ook onder Hoes' label Telstar viel.
Het duo nam eind dat jaar het nummer Het lied der liefde op, dat in de tipparade kwam. De opvolger Hello hello baby en het album Het lied der liefde en andere successen werden daarna geen succes. Ruim twee jaar later scoorde het duo alsnog een hit met Hoe lang zou 't duren. Het nummer haalde de zeventiende plaats in de Nederlandse Top 40 en de zestiende plaats in de Nationale Hitparade. Het succes zou niet lang duren, want na de single Ieder gaat z'n eigen weg en een Duitse vertaling van Hello hello baby ging het duo in 1977 weer uit elkaar.
Cees vormde na het uiteengaan van Cees & Marjan met Margot van der Ven het nieuwe, maar weinig succesvolle duo Cees & Monique. Toen ook dit duo in 1980 uit elkaar ging, voegde Margot zich bij de Nederlandse meidengroep Babe. Cees ging verder met een andere Monique (Gerda Noë) en had met haar nog diverse tv-optredens tot 1981. Ondertussen ging Cees zich steeds meer bezighouden met zijn grote opnamestudio en als componist, tekstdichter en producer. Cees de Wit schreef onder andere het nummer Het is een wonder, waarmee Linda Williams in 1981 mee naar het Eurovisiesongfestival in Dublin ging en negende werd. Marjan verving dat jaar Mirella Jacobs van het populaire duo Frank & Mirella, dat dat jaar een grote hit had gehad met De verzonken stad, maar door een relatiebreuk tussen Frank en Mirella uit elkaar was gegaan. Ondanks Marjan als nieuwe zangeres, behield het duo zijn originele naam. Het duo bleef erg succesvol in de jaren 80 en Marjan scoorde met Frank vijf top 40-hits en veertien hits in de Nationale Hitparade. In 1996 stapte Marjan uit Frank en Mirella en begon ze onder de naam "Marjan Berger" een solocarrière. Nadien hebben Cees de Wit en Marjan Kampen nog sporadisch samen opgetreden.
Vervolgens werkte Marjan aan haar solocarrière en ging ze in voorbereiding van een theatershow, met de titel "INTENS".

## Bezetting
- Cees de Wit
- Marjan Kampen

## Discografie

### Singles
| Single met eventuele hitnotering(en) in de Nederlandse Top 40 | Datum van verschijnen | Datum van binnenkomst | Hoogste positie | Aantal weken | Opmerkingen                   |
| ------------------------------------------------------------- | --------------------- | --------------------- | --------------- | ------------ | ----------------------------- |
| Het lied der liefde                                           |                       | 8-12-1973             | tip             |              |                               |
| Hoe lang zou 't duren                                         |                       | 22-5-1976             | 17              | 7            | #16 in de Nationale Hitparade |
| Ieder gaat z'n weg                                            |                       | 16-10-1976            | tip             |              |                               |